# Brian Aldiss
Brian Wilson Aldiss (født 18. august 1925 i East Dereham, Norfolk, død 19. august 2017) var en produktiv engelsk forfatter af både generel skønlitteratur og science fiction.

## Biografi
I 1943 under 2. verdenskrig blev Aldiss optaget i det britiske signalregiment og oplevede kamphandlinger i Burma; hans møde med de tropiske regnskove kan have været en del af inspirationen til romanen Hothouse (hvoraf en del er udkommet i Danmark som novellen Drivhuset), på samme måde som hans erfaringer fra hæren var inspiration til den anden og tredje bog om figuren Horatio Stubbs.
Efter 2. verdenskrig arbejdede han som boghandler i Oxford. Foruden at skrive korte science fiction-historier til forskellige tidsskrifter skrev han et antal korte historier om livet i en fiktiv boghandel til branchetidsskriftet The Bookseller. Disse historier fangede opmærksomheden hos en redaktør, Charles Monteith, ved det britiske forlag Faber and Faber. Boghandlerhistorierne blev Aldiss' første bog, The Brightfount Diaries (1955).
I 1955 udskrev dagbladet The Observer en novellekonkurrence, hvor historien skulle finde sted i år 2500; Aldiss vandt med novellen "Not for an Age". The Brightfount Diaries havde været en mindre succes, og forlaget spurgte Aldiss, om han havde skrevet andet, som de kunne overveje at udgive. Aldiss fortalte, at han var science fiction-forfatter, hvilket begejstrede forlaget, der havde flere højtplacerede science fiction-fans blandt sine ansatte. Dette førte i 1957 til udgivelsen af hans første science fiction-roman, Space, Time and Nathaniel. På det tidspunkt svarede indtægterne fra hans forfatterskab til, hvad han tjente i boghandlen, hvorfor han besluttede sig for at hellige sig sit forfatterskab på fuld tid. Hans gennembrud som forfatter fulgte i 1958 med science fiction-romanen Non-Stop (udgivet på dansk under samme navn).
Ved World Science Fiction Convention i 1958 blev han valgt som den mest lovende nye forfatter, og i 1960 blev han valgt som formand for British Science Fiction Association. I 1960'erne var han dagbladet Oxford Mails litterære redaktør. Omkring 1964 påbegyndte Aldiss og hans mangeårige samarbejdspartner, Harry Harrison, det første tidsskrift nogensinde med anmeldelser af science fiction, Science Fiction Horizons, der i sin korte levetid på to numre, udgav artikler og anmeldelser af forfattere som James Blish, en debat mellem Aldiss, C.S. Lewis og Kingsley Amis i det første nummer, samt et interview med William S. Burroughs i det andet.
Foruden sit eget forfatterskab havde Aldiss også stor succes som redaktør af antologier. For forlaget Faber redigerede han Introducing SF, en samling af historier med karakteristiske science fiction-temaer, samt Best Fantasy Stories. I 1961 redigerede han en antologi med optrykte science fiction-noveller for det britiske forlag Penguin Books, med titlen Penguin Science Fiction. Bogen blev en bemærkelsesværdig succes med utallige optryk, den blev fulgt op af yderligere to antologier, More Penguin Science Fiction (1963) og Yet More Penguin Science Fiction (1964). De senere antologier var lige så succesrige som den første, og alle tre blev slutteligt udgivet samlet som The Penguin Science Fiction Omnibus (1973), der også blev optrykt flere gange. I 1970'erne udgav han flere store opsamlinger af klassisk storslået science fiction, med titlerne Space Opera (1974), Space Odysseys (1975), Galactic Empires (1976), Evil Earths (1976) og Perilous Planets (1978), der havde ganske stor succes. På samme tid redigerede han en bog i stort format, Science Fiction Art (1975), med udvalgte kunstværker fra forskellige tidsskrifter.
Som en reaktion på den ubemandede udforskning af solsystemet i 1960'erne og 1970'erne, der viste at Venus var ganske anderledes end den varme, tropiske jungleplanet som beskrevet i megen science fiction, redigerede han og Harry Harrison antologien Farewell, Fantastic Venus!, der optrykte historier baseret på idéer, før udforskningen fandt sted. Han redigerede også, sammen med Harrison, en række antologier benævnt The Year's Best Science Fiction (1968-1976?).
I 1981 begyndte Aldiss på sin 1700 sider store romanserie om planeten Helliconia. Først bind var Helliconia Spring, dernæst fulgte Helliconia Summer (1983) og Helliconia Winter (1985). Serien blev udgivet på dansk i otte bind fra 1985 til 1988.
Filminstruktøren Stanley Kubrick var ved sin død i færd med at omsætte Aldiss' novelle Supertoys Last All Summer Long til en af sine sidste film. Efter Kubricks ønske overtog Steven Spielberg idéen, der blev til filmen "A.I. – Kunstig Intelligens" (2001).